# Wilhelm Reimann
Wilhelm Reimann (* 23. Juni 1882 in Arensdorf, Landkreis Oststernberg; † 18. März 1952 in West-Berlin) war ein deutscher Politiker (SPD).

## Leben
Reimann war Hütejunge und Landarbeiter, bevor er 1898 nach Berlin ging, wo er Fabrikarbeiter wurde. 1900 wurde er Mitglied des Fabrikarbeiterverbandes und im folgenden Jahr Mitglied der SPD. 1911 wurde er hauptamtlicher Gewerkschaftssekretär des Verbandes der Fabrikarbeiter. 1913 wurde Reimann in Niederschöneweide zum Gemeindevertreter gewählt. Im Ersten Weltkrieg wurde er 1915 Soldat, kehrte aber nach einer Erkrankung 1917 zurück und wurde in der Rüstungsindustrie eingesetzt. In dieser Zeit wechselte er in die Unabhängige Sozialdemokratische Partei Deutschlands (USPD).
In der Weimarer Republik war Reimann wieder hauptamtlicher Gewerkschaftssekretär und wurde 1919 Vorsitzender des Verbandes der Fabrikarbeiter für Groß-Berlin. In diesem Amt wurde er auch Funktionär des Allgemeinen Deutschen Gewerkschaftsbundes (ADGB). Bei der Wahl zur Berliner Stadtverordnetenversammlung 1921 wurde Reimann für den Wahlkreis 13 (Treptow, Köpenick) gewählt, noch für die USPD. Aber im folgenden Jahr kehrte er mit der Masse der verbliebenen USPD-Mitglieder zur Vereinigten Sozialdemokratischen Partei Deutschlands (VSPD) zurück. 1926 wurde er von der Bezirksversammlung des Bezirks Weißensee als besoldeter Stadtrat und stellvertretender Bezirksbürgermeister gewählt. Nach der „Machtergreifung“ der Nationalsozialisten wurde Reimann wegen angeblich „mangelnder Eignung“ entlassen, bis zum Ende des Zweiten Weltkrieges war er arbeitslos.
Bei der Berliner Wahl im Oktober 1946 wurde Reimann in die Bezirksverordnetenversammlung des Bezirks Weißensee gewählt und zwei Monate später zum Bezirksbürgermeister gewählt. Im Dezember 1948 musste er zurücktreten, da die Kommandantur des sowjetischen Sektors ihm zunehmend Schwierigkeiten machte. Sein Nachfolger wurde daraufhin Hermann Solbach (CDU).